# ライブベスト・博堂は風になった
『ライブベスト・博堂は風になった』（ライブベスト・はくどうはかぜになった）は、2001年7月21日に発売されたライブ・アルバム。

## 概要
1980年発売の『大塚博堂ライブ』、1984年発売の『大塚博堂・PERFECT LIVE』と同音源（1980年4月22日に行われた渋谷公会堂でのライブ）の編集。ボーナス・トラックとして、未発表曲「60歳の日」を収録している。

## 収録曲
| 全作曲: 大塚博堂（14を除く）、全編曲: 岩村義道とスクランブル・ダスティン・バンド。 |                                          |          |                      |
| #                                                                                  | タイトル                                 | 作詞     | 作曲・編曲           |
| 1.                                                                                 | 「新宿恋物語」                           | 藤公之介 | 大塚博堂（14を除く） |
| 2.                                                                                 | 「とめどなく女に」                       | るい     | 大塚博堂（14を除く） |
| 3.                                                                                 | 「週末まで待って」                       | 大塚博堂 | 大塚博堂（14を除く） |
| 4.                                                                                 | 「色エンピツの花束」                     | 大塚博堂 | 大塚博堂（14を除く） |
| 5.                                                                                 | 「娘をよろしく」                         | 広瀬俊夫 | 大塚博堂（14を除く） |
| 6.                                                                                 | 「歩道橋」                               | 藤公之介 | 大塚博堂（14を除く） |
| 7.                                                                                 | 「休止符」                               | 大塚博堂 | 大塚博堂（14を除く） |
| 8.                                                                                 | 「季節の中に埋もれて」                   | 藤公之介 | 大塚博堂（14を除く） |
| 9.                                                                                 | 「ライ麦畑でつかまえて」                 | るい     | 大塚博堂（14を除く） |
| 10.                                                                                | 「あなたは去っても」                     | 大塚博堂 | 大塚博堂（14を除く） |
| 11.                                                                                | 「明日のジョーは帰らない」               | るい     | 大塚博堂（14を除く） |
| 12.                                                                                | 「愁雨」                                 | るい     | 大塚博堂（14を除く） |
| 13.                                                                                | 「過ぎ去りし想い出は」                   | 大塚博堂 | 大塚博堂（14を除く） |
| 14.                                                                                | 「花びらは風に」(作曲：井原宏泰)         | 辻井喬   | 大塚博堂（14を除く） |
| 15.                                                                                | 「アデュー」                             | 大塚博堂 | 大塚博堂（14を除く） |
| 16.                                                                                | 「LOVE IS GONE」                         | るい     | 大塚博堂（14を除く） |
| 17.                                                                                | 「過ぎゆく愛に」                         | るい     | 大塚博堂（14を除く） |
| 18.                                                                                | 「ダスティン・ホフマンになれなかったよ」 | 藤公之介 | 大塚博堂（14を除く） |
| 19.                                                                                | 「60歳の日」(未発表曲・デモテープ音源)   | 藤公之介 | 大塚博堂（14を除く） |

## 演奏者
- アコースティック&エレクトリック・ギター：岩村義道
- ウッドベース&アコースティックベース：竹村進二
- アコースティックピアノ：逸見良造
- ドラムス：桜田賢
- ヴァイオリン：篠崎正嗣
- パーカッション：大沢俊彦
- キーボード：佐藤謙二
- サクソフォーン,クラリネット,フルート：隅山基一